# Mytiker
"Mytiker" eller "myticister" kallar de sig som är anhängare av Jesus-som-myt-teorin eller den ahistoriska hypotesen om Bibelns Jesus. Termen är från början engelsk (mythicists) och används av bland andra Earl Doherty. En annan term som har använts för att beteckna samma grupp är mytteoretiker.